# Cal Frai Llàtzer
Cal Frai Llàtzer és un mas del municipi de Pau (Alt Empordà) inclòs en l'Inventari del Patrimoni Arquitectònic de Catalunya.

## Descripció
Situat al sud del nucli urbà de la població de Pau, al veïnat de Vilaüt.
Masia de planta rectangular amb teulada de doble vessant sobre les façanes més llargues, tot i que la vessant que cau damunt la façana principal, orientada a migdia, és més llarga. Consta de dues plantes, la baixa destinada al bestiar i el pis a habitatge. La façana principal presenta un gran portal d'arc de mig punt adovellat, bastit amb carreus i dovelles de pedra calcària ben tallada. Al costat est hi ha una porta rectangular amb els brancals i la llinda de maons. Al mig de les dues obertures s'observa un reforç estructural a manera de gran contrafort, construït amb pedra, maó i morter de calç. El mateix es repeteix al costat oest de la façana, a l'altre costat del portal. Al pis, damunt del portal, hi ha un finestral gòtico-renaixentista de fals arc conopial trilobulat a la llinda, el del centre de mig punt i els dels costats apuntats, amb decoració de motllures a la part superior i impostes motllurades. Sota l'ampit, motllurat en degradació, hi ha una sagetera modernament tapiada. A l'est, dues finestres bastides amb maons i a l'extrem oest, les restes tapiades d'una finestra amb permòdols i llinda plana.
A la façana occidental, sota el vèrtex de la coberta, hi ha una fornícula actualment buida però que havia contingut una imatge de la Verge de terra cuita, segurament del segle xix.
De l'interior de l'edifici destaca la sala major amb coberta d'encavallada de fusta.
La construcció és de pedra sense treballar i morter de calç, amb diverses reparacions amb maó i carreus escairats a les cantonades.
La resta de cossos que s'adossen pel costat nord i oest a la masia són força més tardans. Aïllat a l'est hi ha les quadres i magatzems destinats a les tasques agrícoles.

## Història
Al veïnat de Vilaüt, a l'extrem occidental del terme de Pau, prop dels terrenys del dessecat estany de Castelló hi ha diversos casalots escampats, però el veïnat conegut, pròpiament amb aquest nom, consta només de les tres masies, emplaçades en una eminència gairebé imperceptible, anomenades Cal Catoi o Mas de Baix, el Mas del Mig i la descrita, Cal Frai Llàtzer o Mas de Dalt. A uns 200 metres al nord-oest hi ha les ruïnes del castell de Vilaüt, en un indret ja poblat en època romana. Es desconeix l'emplaçament de l'església de Sant Salvador de Vilaut, documentada als segles xiii i XIV.
L'any 953 en un precepte reial de Lluís d'ultramar, a favor de l'abadia de Sant Pere de Rodes, s'esmenta la "vila Aguta" com a límit oriental de l'estany de Castelló. En un altre precepte de lotari del 982, que també confirma les possessions del mateix cenobi, s'anomena "villa Acuti". La finestra trilobulada d'època gòtica tardana, potser procedeix de l'enderrocat castell de Vilaüt, situat a poc mestres de la casa.